# 镇远州 (北宋)
镇远州，北宋时设置的州。
治所在今广西壮族自治区天等县东北镇远。为勘州的羁縻州，元朝时属太平路，明朝属太平府。清朝时称镇远土州，仍属太平府。1916年废。 